# Stazione meteorologica di Catenanuova
La stazione meteorologica di Catenanuova è la stazione meteorologica di riferimento relativa alla località di Catenanuova.

## Medie climatiche ufficiali

### Dati climatologici 1987-2022
In base alla media di riferimento (1987-2022), la temperatura media dei mesi più freddi, gennaio e febbraio, si attesta a +11,0 °C; quella del mese più caldo, agosto, è di +29,3 °C.
| Catenanuova (1987-2022) | Mesi | Mesi | Mesi | Mesi | Mesi | Mesi | Mesi | Mesi | Mesi | Mesi | Mesi | Mesi | Stagioni | Stagioni | Stagioni | Stagioni | Anno |
| Catenanuova (1987-2022) | Gen  | Feb  | Mar  | Apr  | Mag  | Giu  | Lug  | Ago  | Set  | Ott  | Nov  | Dic  | Inv      | Pri      | Est      | Aut      | Anno |
| ----------------------- | ---- | ---- | ---- | ---- | ---- | ---- | ---- | ---- | ---- | ---- | ---- | ---- | -------- | -------- | -------- | -------- | ---- |
| T. max. media (°C)      | 15,8 | 16,5 | 19,4 | 22,6 | 28,2 | 33,4 | 36,6 | 36,7 | 31,7 | 26,5 | 20,7 | 16,6 | 16,3     | 23,4     | 35,6     | 26,3     | 25,4 |
| T. min. media (°C)      | 6,1  | 5,8  | 7,3  | 9,6  | 13,6 | 18,2 | 21,2 | 21,8 | 18,7 | 15,2 | 10,9 | 7,6  | 6,5      | 10,2     | 20,4     | 14,9     | 13,0 |

## Valori estremi

### Temperature estreme mensili dal 1987 ad oggi
Nella tabella sottostante sono riportate le temperature massime e minime assolute mensili, stagionali ed annuali dal 1987 al 2022, con il relativo anno in cui si queste si sono registrate. La massima assoluta del periodo esaminato di +48,5 °C risale all'agosto 1999, mentre la minima assoluta di -4,8 °C è del febbraio 2008.
| Catenanuova (1987-2023) | Mesi        | Mesi        | Mesi        | Mesi        | Mesi        | Mesi        | Mesi        | Mesi        | Mesi        | Mesi        | Mesi        | Mesi        | Stagioni | Stagioni | Stagioni | Stagioni | Anno |
| Catenanuova (1987-2023) | Gen         | Feb         | Mar         | Apr         | Mag         | Giu         | Lug         | Ago         | Set         | Ott         | Nov         | Dic         | Inv      | Pri      | Est      | Aut      | Anno |
| ----------------------- | ----------- | ----------- | ----------- | ----------- | ----------- | ----------- | ----------- | ----------- | ----------- | ----------- | ----------- | ----------- | -------- | -------- | -------- | -------- | ---- |
| T. max. assoluta (°C)   | 29,8 (1988) | 32,8 (1990) | 33,1 (2001) | 37,8 (1999) | 41,9 (2015) | 45,5 (2007) | 47,2 (1998) | 48,8 (2021) | 42,7 (2015) | 38,0 (2003) | 29,6 (1990) | 27,6 (1989) | 32,8     | 41,9     | 48,8     | 42,7     | 48,8 |
| T. min. assoluta (°C)   | −2,0 (2012) | −4,8 (2008) | −2,3 (2011) | 1,5 (2012)  | 5,7 (2009)  | 9,7 (2006)  | 13,2 (2013) | 14,5 (2011) | 10,0 (1996) | 6,4 (2009)  | 1,1 (2006)  | −1,4 (2007) | −4,8     | −2,3     | 9,7      | 1,1      | −4,8 |

## Temperature estreme annue dal 1987 al 2019
- 1987: +46,4 °C (26 luglio); -1,0 °C (12 marzo)
- 1988: +41,7 °C (26 luglio e 2 settembre); 0,0 °C (17 dicembre)
- 1989: +40,9 °C (26 luglio); +2,9 °C (1º febbraio)
- 1990: +40,5 °C (2 luglio); +2,3 °C (21 gennaio)
- 1991: +40,2 °C (28 giugno); +0,2 °C (14 e 15 dicembre)
- 1992: +39,0 °C (24 agosto); +1,1 °C (2 gennaio e 3 febbraio)
- 1993: +45,0 °C (6 luglio); +0,9 °C (6 marzo)
- 1994: +44,0 °C (15 e 25 agosto); +4,1 °C (15 e 23 febbraio)
- 1995: +40,9 °C (9 agosto); +1,4 °C (6 gennaio)
- 1996: +43,0 °C (29 luglio); +2,2 °C (7 marzo)
- 1997: +43,0 °C (24 luglio); +3,5 °C (10 febbraio)
- 1998: +47,2 °C (3 luglio); +4,9 °C (24 dicembre)
- 1999: +48,5 °C (10 agosto); +1,4 °C (31 gennaio)
- 2000: +44,0 °C (8 luglio); +1,1 °C (28 gennaio)
- 2001: +43,8 °C (7 luglio); 0,0 °C (19 dicembre)
- 2002: +44,9 °C (24 luglio); +1,0 °C (6 gennaio)
- 2003: +44,0 °C (17 luglio); +1,8 °C (9 febbraio)
- 2004: +41,5 °C (10 agosto); +2,5 °C (25 gennaio)
- 2005: +42,1 °C (18 luglio); +1,1 °C (27 gennaio)
- 2006: +45,1 °C (20 agosto); -1,0 °C (26 gennaio)
- 2007: +45,7 °C (24 luglio); -1,4 °C (15 febbraio)
- 2008: +44,1 °C (8 luglio); -4,8 °C (18 febbraio)
- 2009: +45,4 °C (25 luglio); -0,9 °C (15 febbraio)
- 2010: +42,3 °C (20 e 28 agosto); -1,0 °C (3 febbraio)
- 2011: +41,6 °C (21 agosto); -2,3 °C (9 marzo)
- 2012: +45,3 °C (15 luglio); -2,0 °C (27 gennaio)
- 2013: +39,1 °C (21 giugno); -1,0 °C (10 febbraio)
- 2014: +41,9 °C (14 agosto); -0,7 °C (31 dicembre)
- 2015: +44,8 °C (31 luglio); -1,0 °C (9 febbraio)
- 2016: +33,1 °C (13 aprile); +1,9 °C (26 marzo) *mancano i dati dal 1º gennaio all'11 marzo; dal 28 aprile al 9 settembre; dall'11 settembre al 2 ottobre
- 2017: +44,1 °C (29 giugno); -0,7 °C (19 dicembre)
- 2018: +43,2 °C (22 luglio); +1,1 °C (28 dicembre)
- 2019: ; -0,6 °C (4 gennaio) *i dati ci sono solo fino al 23 gennaio